# Brøns Mose
Brøns Mose er en højmose beliggende i den vestlige udkant af Veksø. Mosen ligger i en dal, der er en del af et sammenhængende system af erosionsdale omkring byen. Dalsystemet strækker sig mod nord helt op til Buresø og Bastrup Sø.
Indtil det 18. århundrede var området en bugt af den store Vigsø, som dækkede moserne syd for Veksø . Området er afgræsset af får, og det er tilladt at gå ture hen over engen ned til mosen.
Under 2. verdenskrig blev der gravet tørv i Brøns Mose, og i sensommeren 1942 var der noget, der knasede under en af arbejdsmændenes spade. Det viste sig at være to næsten identiske hornede hjelme af bronze, nu kendt som Veksøhjelmene.